# Gustav I. Vasa
Gustav I. (12. května 1496 Rydboholm – 29. září 1560 Stockholm), narozený jako Gustav Eriksson a později známý jako Gustav Vasa, byl švédský král od roku 1523 až do své smrti. Byl prvním panovníkem z dynastie Vasa, vlivného šlechtického rodu, který vládl ve Švédsku po většinu 16. a 17. století.
Gustav I. byl zvolen regentem roku 1521 poté, co vedl povstání proti dánskému králi Kristiánu II., který stál v čele Kalmarské unie a ovládal v té době většinu území dnešního Švédska.
Gustav měl nevyzpytatelnou povahu. Hovoří se o něm jako o osvoboditeli země, ale také jako o tyranizujícím vládci. Proto je častou postavou vystupující v mnoha knihách. V roce 1523, kdy získal moc, byl téměř neznámou osobností. Stal se vládcem rozdělené země bez ústřední vlády. Ačkoliv nebyl tak známý jako jeho současníci z kontinentální Evropy, stal se prvním rodilým suverénním švédským panovníkem, byl zdatným propagandistou a byrokratem, který zřídil silnou ústřední vládu. Během jeho vlády bylo ve Švédsku zavedeno protestantské vyznání.
V tradiční švédské historiografii je označován za zakladatele moderního švédského státu a za „otce vlasti“ (pater patriae). Gustav se rád srovnával s Mojžíšem, který osvobodil svůj lid a založil stát. Byl znám svými nelítostnými metodami a špatnou povahou, zároveň však miloval hudbu a vyznačoval se bystrým úsudkem.

## Manželství a potomci
Gustav I. Vasa byl třikrát ženatý.
24. září roku 1531 se oženil s princeznou Kateřinou von Sachsen-Lauenburg-Ratzeburg (1513–1535). Z tohoto manželství se narodil jediný syn; po potratu druhého dítěte Kateřina 23. září roku 1535 zemřela.
- Erik (1533–1577), švédský král v letech 1560–1567.

1. října roku 1536 se oženil s Markétou Leijonhufvud (1514–1551). Z manželství vzešlo deset potomků – pět dcer a pět synů, z nichž dva zemřeli jako nemluvňata:
1. Jan (21. prosince 1537 – 17. listopadu 1592), švédský král od roku 1568 až do své smrti,
⚭ 1562 Kateřina Jagellonská (1. listopadu 1526 – 16. září 1583)
⚭ 1584 Gunilla Bielke (25. června 1568 – 19. června 1597)
2. Kateřina (6. června 1539 – 21. prosince 1610), ⚭ 1559 hrabě Edzard II. Východofríský (24. června 1532 – 1. března 1599)
3. Cecilie (6. listopadu 1540 – 27. ledna 1627), ⚭ 1564 markrabě Kryštof II. Bádenský (26. února 1537 – 2. srpna 1575)
4. Magnus (25. července 1542 – 21. června 1595), vévoda z Östergötlandu, nikdy se neoženil, ale měl nemanželské potomky
5. Karel (*/† 1544);
6. Anna (9. června 1545 – 3. března 1610), ⚭ 1562 Jiří Jan I. Falcko-Veldenzský (11. dubna 1543 – 18. dubna 1592), falckrabě z Veldenz
7. Sten (1546–1547)
8. Žofie (29. října 1547 – 17. března 1611), ⚭ 1568 Magnus II. Sasko-Lauenburský (1543–1603)
9. Alžběta (5. dubna 1549 – 20. listopadu 1597), ⚭ 1581 Kryštof Meklenburský (30. července 1537 – 4. března 1592)
10. Karel (4. října 1550 – 30. října 1611), švédský král od roku 1599 až do své smrti,
⚭ 1579 Maria Falcká (24. července 1561 – 29. července 1589)
⚭ 1592 Kristina Holštýnsko-Gottorpská (13. dubna 1573 – 8. prosince 1625)

Dne 22. srpna 1552 se oženil s Kateřinou Stenbock (1535–1621). V té době bylo Gustavovi 56 let, Kateřině šestnáct. Manželství trvalo osm let a zůstalo bezdětné.